# 瓦尔梅城堡
瓦尔梅城堡（Château de Valmer）是一座法国城堡，文艺复兴风格，建于16-18世纪，位于中央-卢瓦尔河谷大区安德尔-卢瓦尔省 图尔区市镇尚赛。1930年5月11日列为法国历史遗迹。.

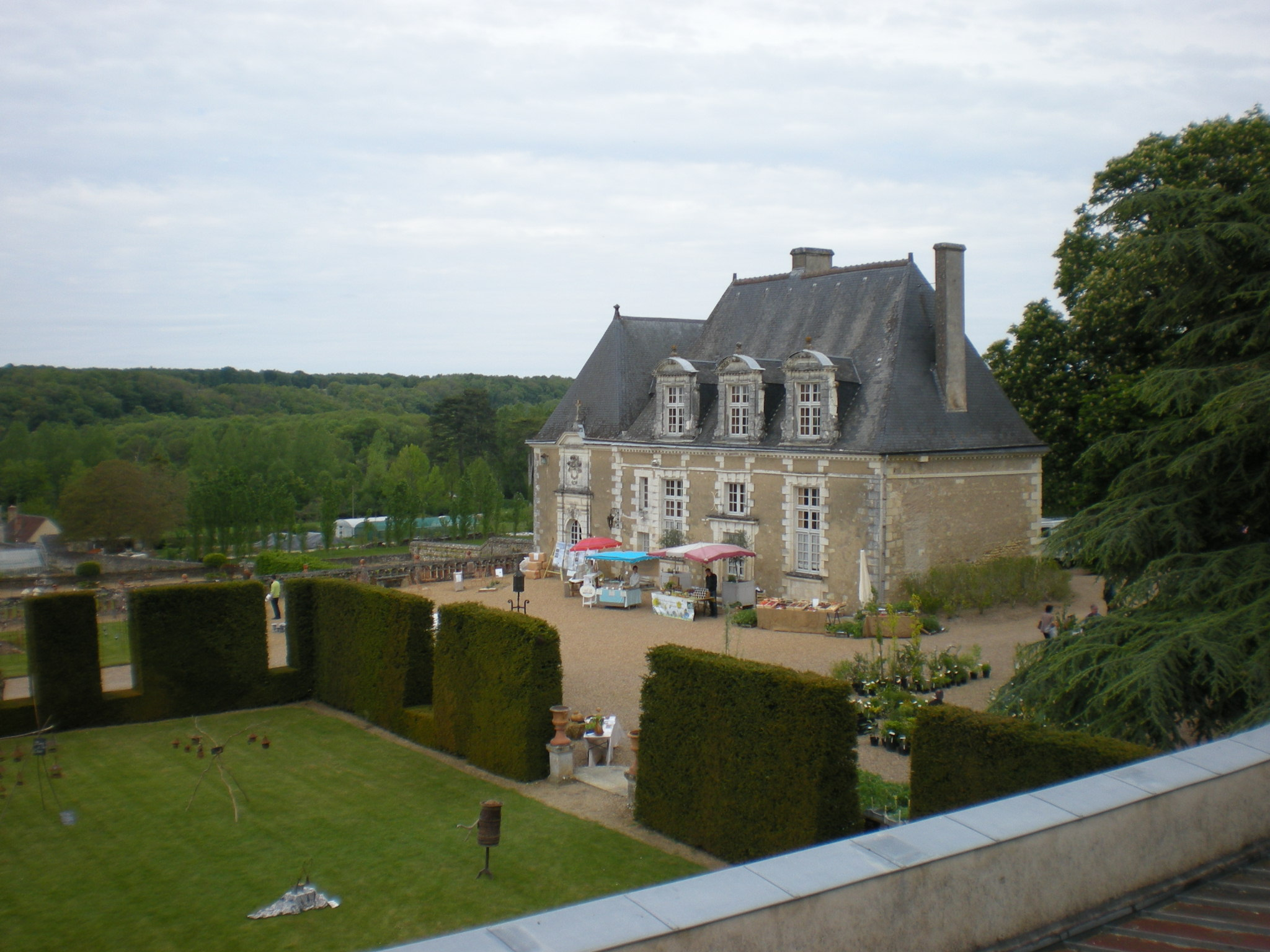
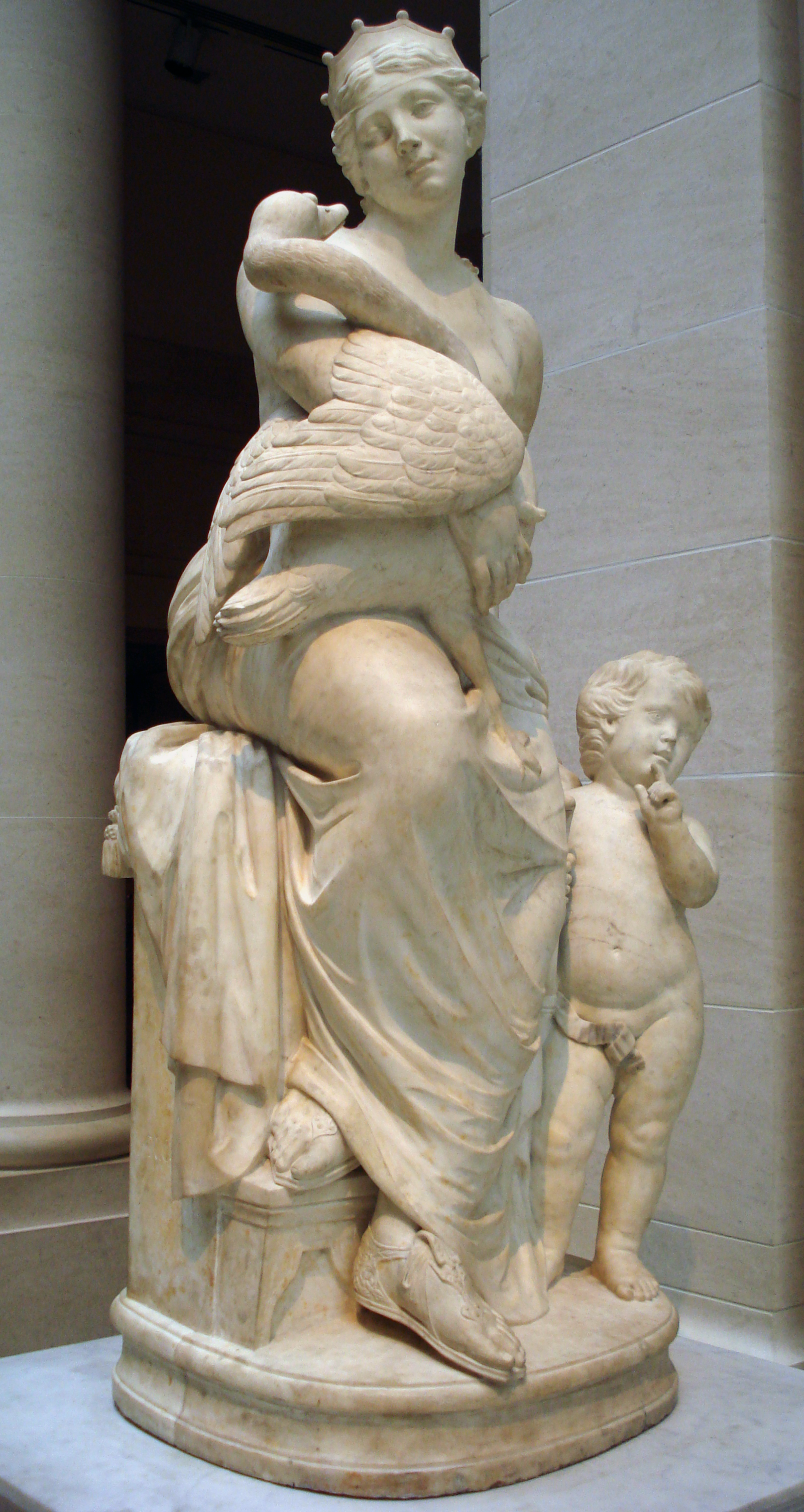
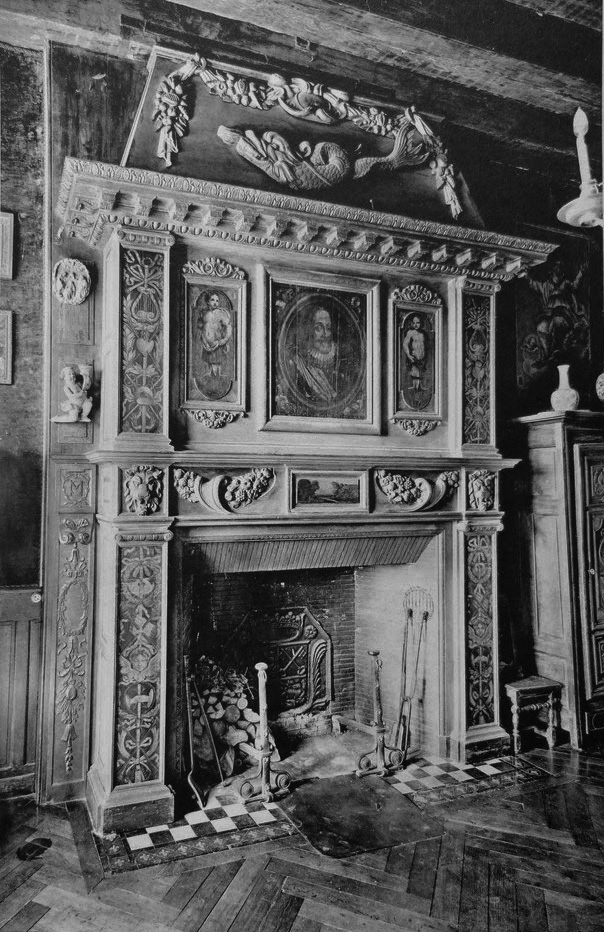
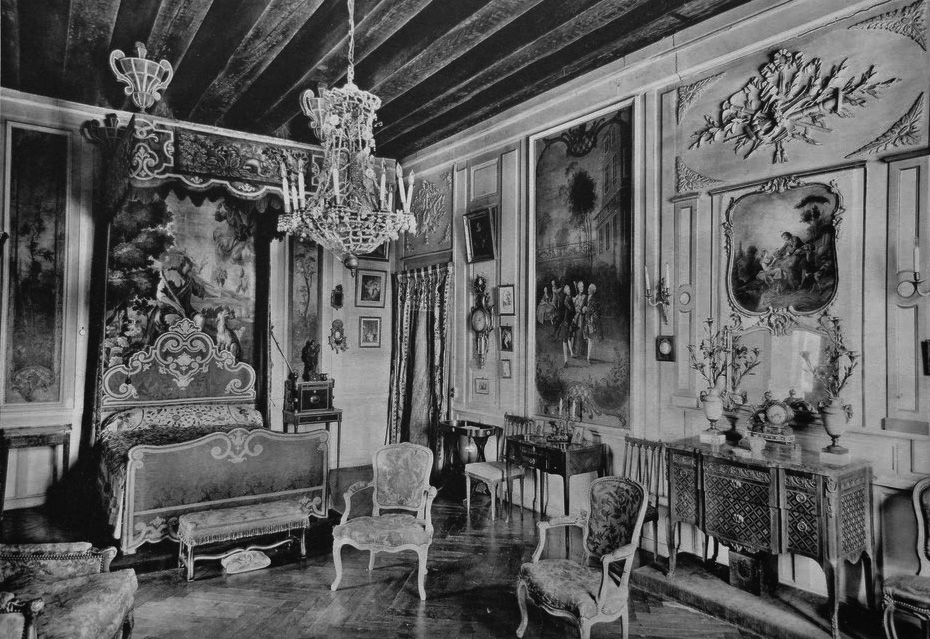
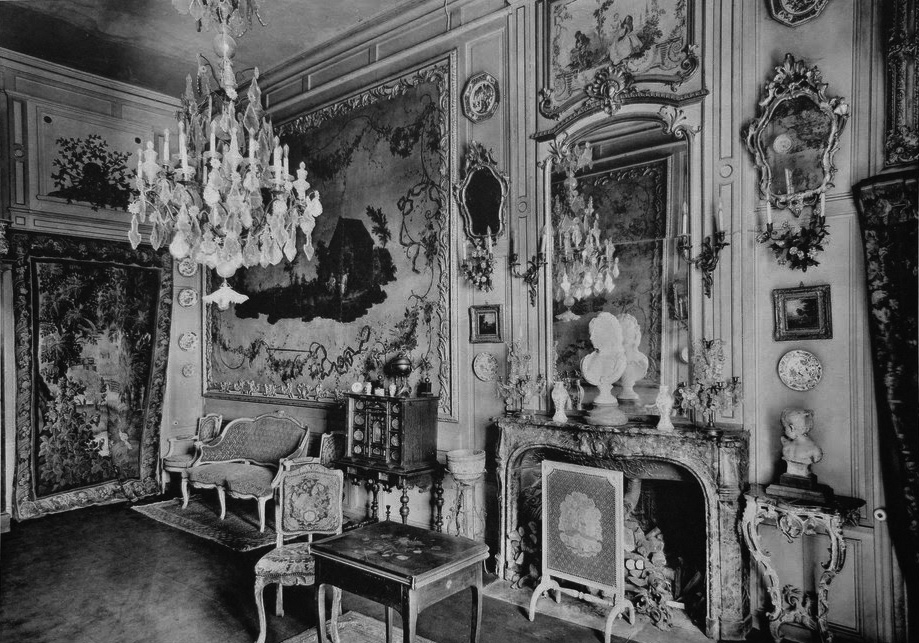
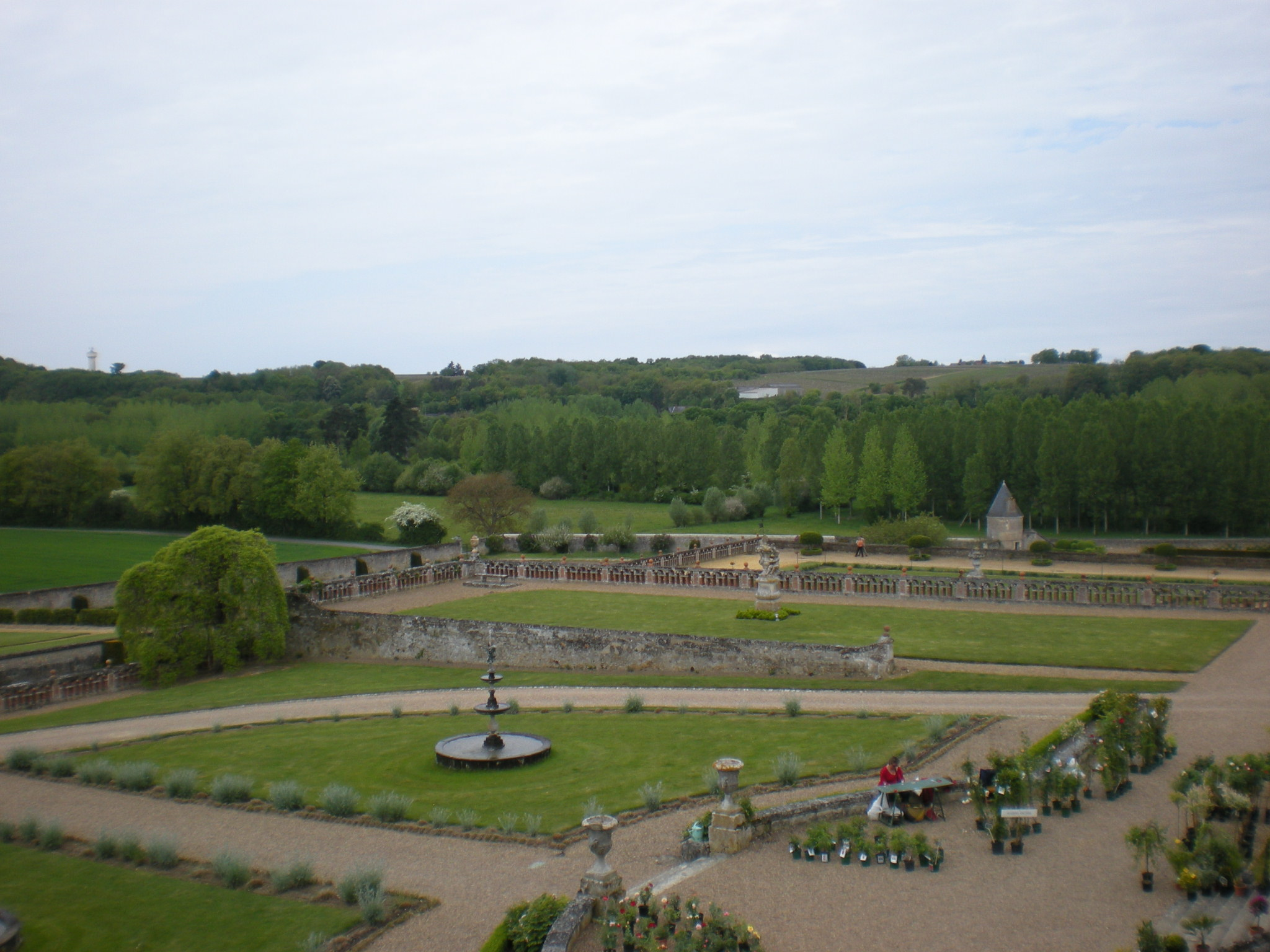
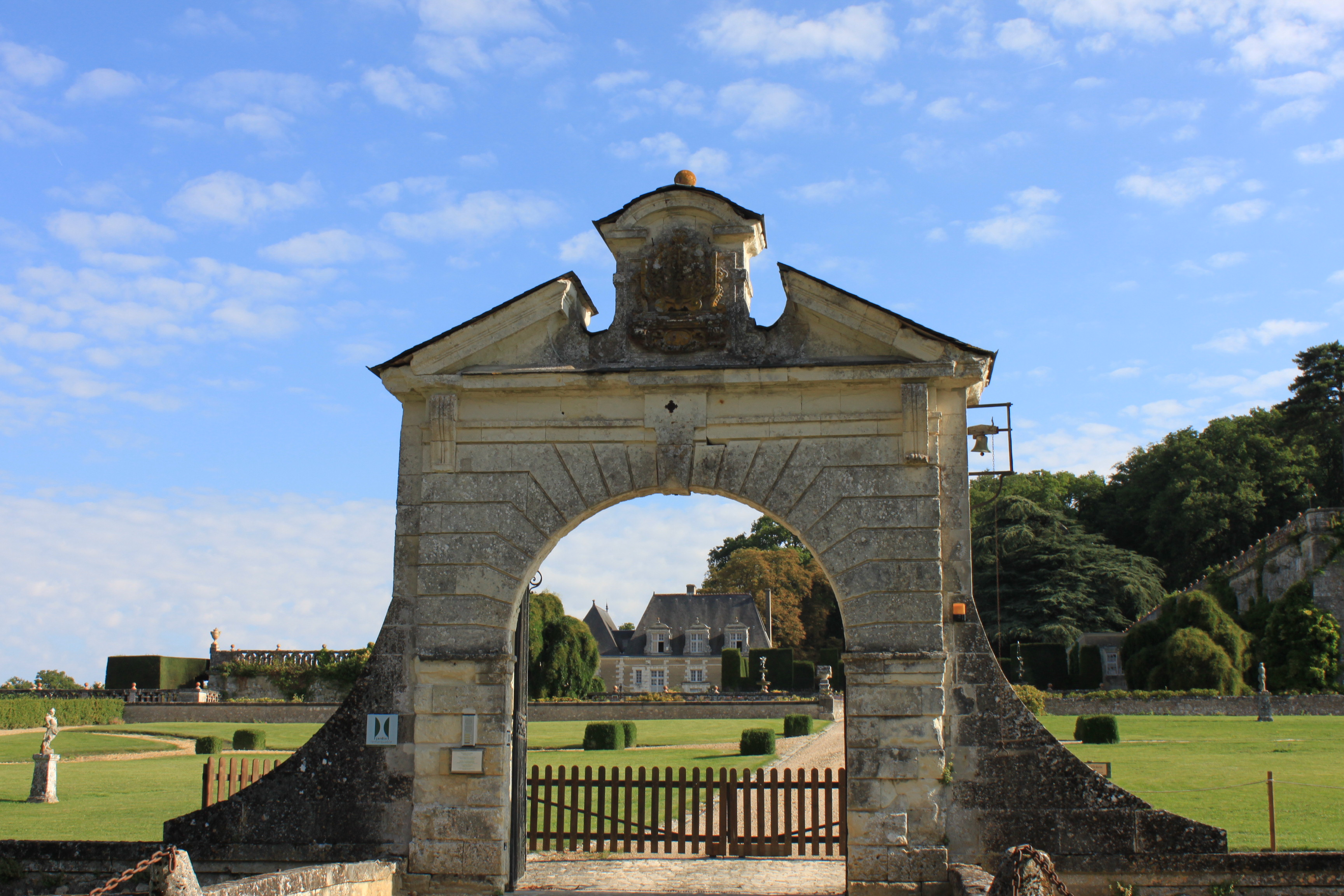